# Pielęgniarka Polska
Pielęgniarka Polska – miesięcznik powstały jako organ Polskiego Stowarzyszenia Pielęgniarek Zawodowych. Ukazywał się w latach 1929–1939 i 1948–1958.
Było to jedno z pierwszych czasopism, ukazujących nowości z dziedziny medycyny, pielęgnowania chorych oraz pielęgniarstwa społecznego, m.in. tworzono w nim podstawy teoretyczne pielęgniarstwa, prezentowano modele kształcenia pielęgniarek w Europie i na świecie,  podkreślano zagadnienia etyki zawodowej.
W latach 1929–1939 naczelnym redaktorem pisma była Hanna Chrzanowska.